# 泡子沿水库
泡子沿水库是中国辽宁省沈阳市法库县境内的一座水库，位于辽河支流王河上，建于1956年。水库正常库容为1590万立方米，集雨面积为156平方千米，海拔为106.7米。